# Instytut Systemów Inżynierii Elektrycznej Politechniki Łódzkiej
Instytut Systemów Inżynierii Elektrycznej Politechniki Łódzkiej – jeden z instytutów Wydziału Elektrotechniki, Elektroniki, Informatyki i Automatyki Politechniki Łódzkiej.
Instytut przekształcony w ramach reorganizacji w 2012 z Instytutu Elektrotechniki Teoretycznej, Metrologii i Materiałoznawstwa prowadzi działalność naukowo-badawczą w dziedzinach: symulacji i modelowania obwodów nieliniowych, diagnostyki układów analogowych, materiałoznawstwa elektrotechnicznego, elektrotechnologii i systemów pomiarowych oraz dydaktyczną z zakresu: teorii obwodów i sygnałów, komputerowej analizy układów analogowych, teorii pola elektromagnetycznego, metrologii, fizyki i inżynierii materiałów.

## Historia Instytutu
W strukturze utworzonego w 1945 roku Wydziału Elektrycznego znalazły się m.in. Katedry Podstaw Elektrotechniki, Miernictwa Elektrycznego i Elektrotechniki Ogólnej, które w 1970 roku, już jako zakłady, zostały połączone w jeden instytut – Podstaw Elektrotechniki. Twórcą i pierwszym kierownikiem (do 1962) Katedry Podstaw Elektrotechniki, przekształconej w Zakład Elektrotechniki Teoretycznej, był prof. dr inż. Bolesław Konorski, naukowiec wybitnie zasłużony dla polskiej elektrotechniki, autor czterotomowej monografii z Podstaw Elektrotechniki, która była pierwszym w powojennej Polsce podręcznikiem akademickim w tej dziedzinie, stanowiąc źródło wiedzy dla wielu pokoleń studentów wydziałów elektrycznych większości polskich politechnik.
Zakładem kierowali następnie: prof. dr inż. Maciej Krakowski, doc. dr inż. Stefan Wojciechowski, prof. dr hab. inż. Michał Tadeusiewicz. Katedra Miernictwa Elektrycznego (późniejszy Zakład Metrologii Elektrycznej i Elektrotechniki Samochodowej) została utworzona przez prof. mgr. inż. Witolda Iwaszkiewicza. Wieloletnim kierownikiem Zakładu był prof. dr hab. inż. Zygmunt Kuśmierek, a następnie (do 2012 r.) dr hab. inż. Krzysztof Pacholski, prof. PŁ. Kierownikiem Katedry Elektrotechniki Ogólnej był prof. dr inż. Walenty Starczakow. W 1970 roku została ona przekształcona w Zespół Naukowo-Dydaktyczny Materiałoznawstwa, a następnie (w roku 1982) w Zakład Materiałoznawstwa i Elektrotechnologii. Zakładem kierował od 1970 do 2003 roku prof. dr inż. Jan Leszczyński, a następnie w latach 2003-2012 prof. dr hab. inż. Ryszard Pawlak. Dyrektorami Instytutu byli: prof. dr inż. Walenty Starczakow, doc. dr inż. Franciszek Lachowicz, doc. dr inż. Stefan Wojciechowski, prof. dr hab. inż. Franciszek Kostrubiec, prof. dr hab. inż. Zygmunt Kuśmierek, prof. dr hab. inż. Ryszard Pawlak.
W ramach reorganizacji jednostki w 2012 powstał Instytut Systemów Inżynierii Elektrycznej, w którym wydzielono dwa zakłady: Zakład Układów i Systemów Nieliniowych (na bazie Zakładu Elektrotechniki Teoretycznej) oraz Zakład Inżynierii Materiałowej i Systemów Pomiarowych (z połączenia pozostałych zakładów).

## Struktura Instytutu
Instytut składa się z dwóch zakładów:
- Zakładu Układów i Systemów Nieliniowych – kierownik dr hab. inż. Stanisław Hałgas, prof. uczelni[1],
- Zakładu Inżynierii Materiałowej i Systemów Pomiarowych – kierownik prof. dr hab. inż. Ryszard Pawlak[2].

## Obszar działalności naukowo-badawcza i dydaktycznej

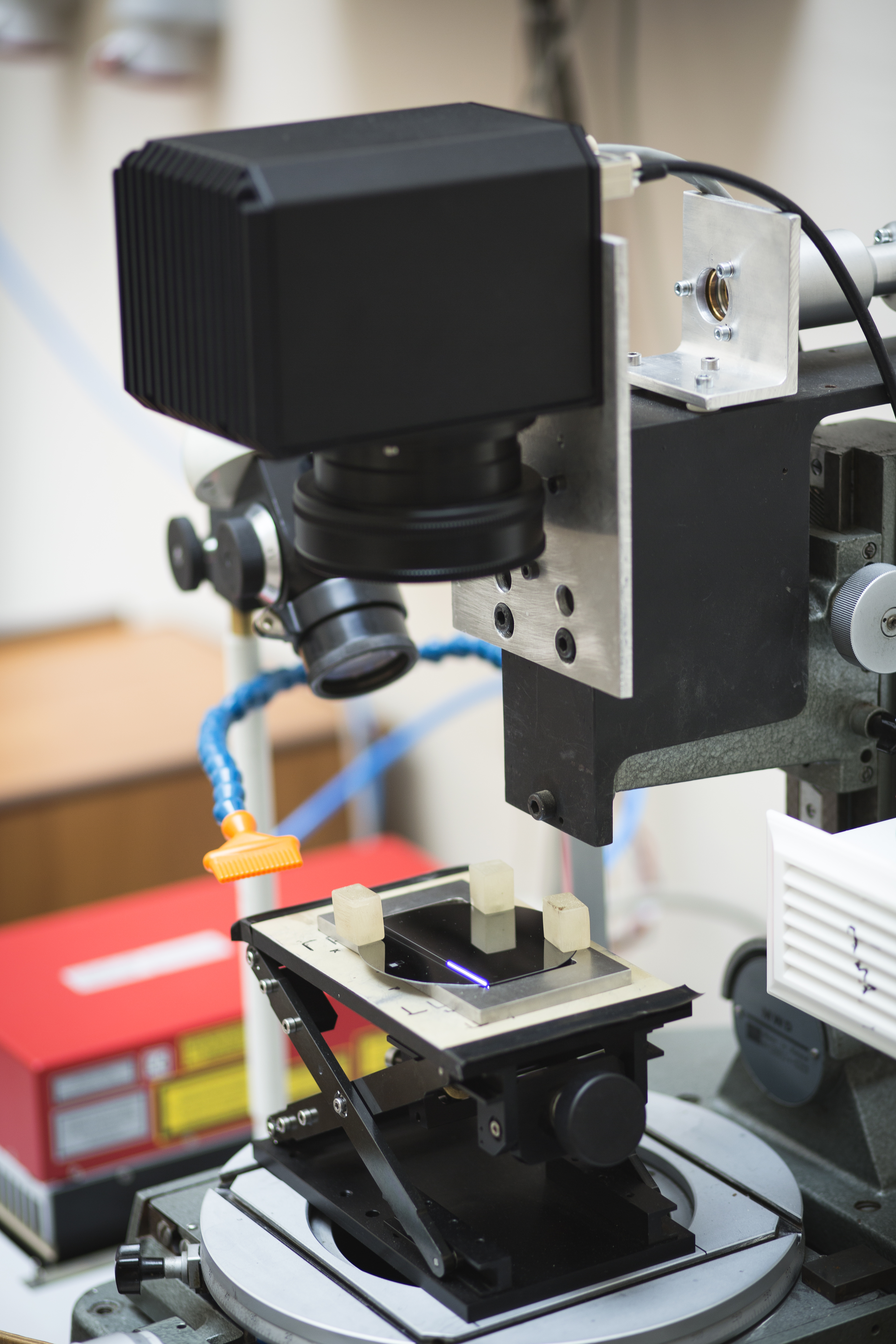
Stanowisko lasera światłowodowego jednomodowego SPI G20

Zakład Układów i Systemów Nieliniowych

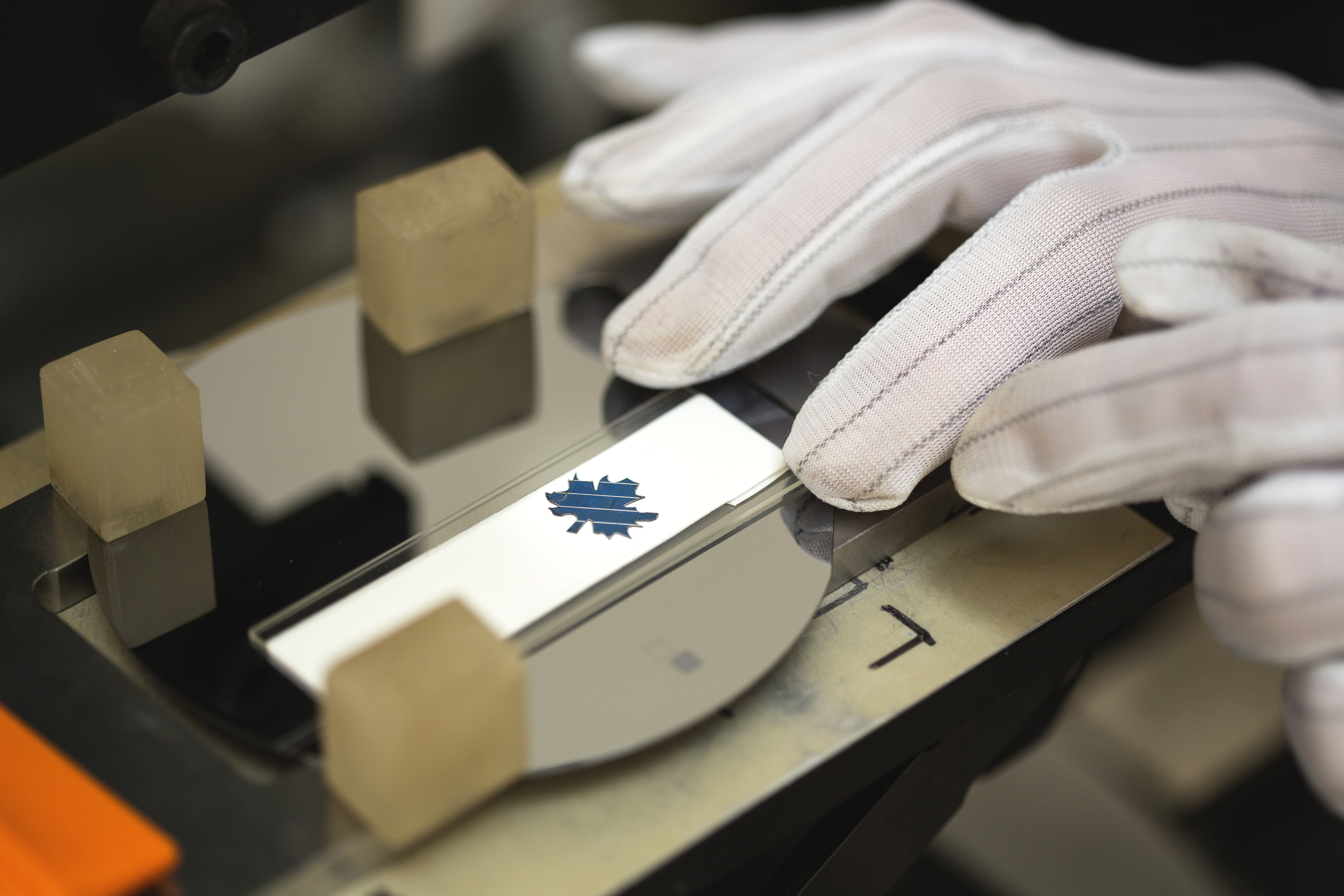
Fotoogniwo wycięte wiązką promieniowania laserowego

Tematyka prac naukowych prowadzonych w Zakładzie obejmuje:
- analizę obwodów nieliniowych o wielu punktach równowagi,
- komputerowe metody analizy i symulacji obwodów nieliniowych,
- analizę stabilnościową układów elektronicznych,
- numeryczną analizę obwodów dynamicznych,
- diagnostykę i testowanie układów analogowych,
- zastosowanie technik ewolucyjnych do analizy i diagnostyki układów elektronicznych,
- metody drążenia danych,
- metody korekcji wstępnej i końcowej systemów nieliniowych.

Zakład Inżynierii Materiałowej i Systemów Pomiarowych
Tematyka prac naukowych prowadzonych w Zakładzie obejmuje:
- zagadnienia pomiaru mocy i energii elektrycznej, a także wartości skutecznej i średniej napięcia i prądu przy występowaniu wyższych harmonicznych,
- opracowanie laserowych technologii ablacyjnych i łączeniowych,
- zastosowania technologii laserowych w elektronice elastycznej i przewodzących materiałach transparentnych
- metody charakteryzowania i pomiaru współczynników określających udział interharmonicznych i subharmonicznych w przebiegach prądowych i napięciowych,
- metody cyfrowego przetwarzania sygnałów,
- opracowanie czujników krzemowych do pomiaru różnych wielkości fizycznych,
- modelowanie materiału ferromagnetycznego oraz opracowanie układu do wyznaczania quasistatycznych pętli histerezy magnetycznej,
- badania materiałów nadprzewodzących wysokotemperaturowych i na bazie MgB2;

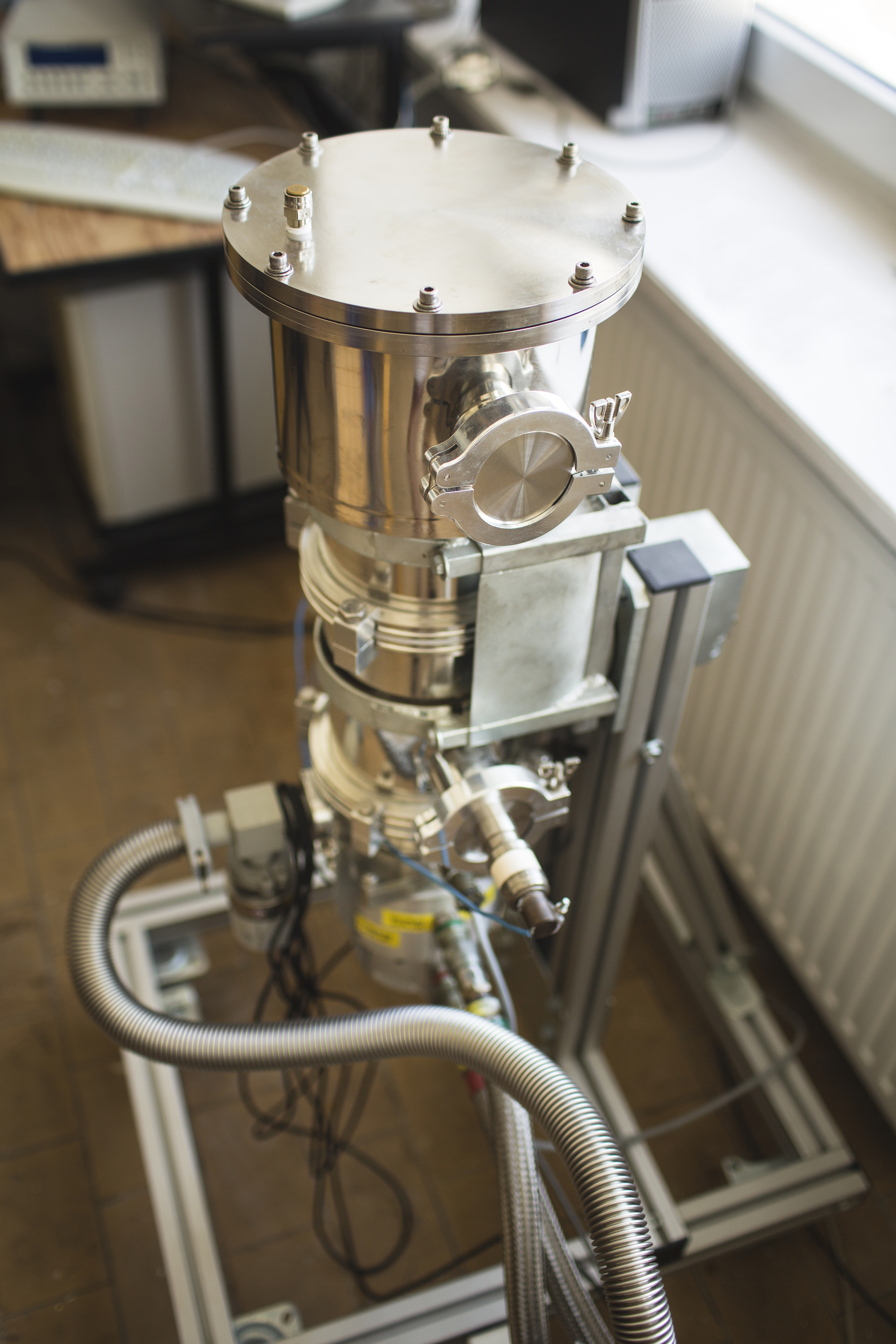
Kriostat do badań nadprzewodników MgB_{2 } i ceramicznych wysokotemperaturowych

- modyfikacje laserowe materiałów nadprzewodzących i magnetokalorycznych.
- badania materiałów magnetycznych przy infraniskiej częstotliwości (0,01÷10 Hz),
- prace interdyscyplinarne razem z Wydziałem Technologii i Marketingu Tekstyliów dotyczące m.in. warstw cienkich i ich modyfikacji laserowych.

Pracownicy Instytutu prowadzą zajęcia dydaktyczne z zakresu: teorii obwodów i sygnałów, komputerowej analizy układów analogowych, teorii pola elektromagnetycznego, metrologii, fizyki i inżynierii materiałów na Wydziałach: Elektrotechniki, Elektroniki, Informatyki i Automatyki, Organizacji i Zarządzania, Inżynierii Procesowej i Ochrony Środowiska oraz w Centrum Kształcenia Międzynarodowego (IFE). Działalność dydaktyczna Zakładu Układów i Systemów Nieliniowych obejmuje szeroki zakres tematyczny, na który składają się zarówno zagadnienia podstawowe z elektrotechniki i elektroniki, jak i zaawansowane koncepcje teorii obwodów nieliniowych i teorii pola elektromagnetycznego. Wszechstronnie omawiana jest tematyka dotycząca nowoczesnych metod komputerowej analizy obwodów, stanowiąca fundament projektowania układów elektronicznych, prezentowane są podstawowe koncepcje dotyczące sygnałów ciągłych i dyskretnych, a także systemów liniowych. Pracownicy Zakładu Inżynierii Materiałowej i Systemów Pomiarowych prowadzą dydaktykę w zakresie przedmiotów podstawowych: metrologii i fizyki ciała stałego oraz zaawansowanych systemów kontrolno-pomiarowych i mikroprocesorowych, technologii laserowych i nadprzewodnictwa.
W wydawnictwach centralnych pracownicy Instytutu opublikowali kilkanaście podręczników akademickich, wydali kilkadziesiąt skryptów oraz udostępnili studentom wiele materiałów dydaktycznych w formie elektronicznej. 

## Współpraca z uczelniami i otoczeniem biznesowym
Instytut prowadzi działalność naukowo-badawczą w dziedzinach: symulacji i modelowania obwodów nieliniowych, diagnostyki układów analogowych, materiałoznawstwa elektrotechnicznego, elektrotechnologii i systemów pomiarowych. W Instytucie wykonano 38 doktoratów oraz 7 habilitacji. W wydawnictwach centralnych opublikowano 19 monografii naukowych i podręczników akademickich. Wyniki badań zamieszczono w kilkuset artykułach i referatach konferencyjnych. W Instytucie zrealizowano kilkadziesiąt grantów KBN, MNiSW, NCBiR, NCN oraz prac dla przemysłu. Pracownicy Instytutu zgłosili wiele nowatorskich rozwiązań technologicznych z dziedziny łączenia laserowego i innych technologii laserowych i nadprzewodnictwa. Dotychczas w Instytucie powstało ponad 30 patentów, wykonano też ponad 30 prac zamawianych.
Instytut współpracuje z zagranicznymi ośrodkami naukowymi w Szkocji, Szwecji i na Ukrainie, a także ośrodkami naukowymi w Polsce. 

## Naukowcy związani z Instytutem
- Prof. mgr inż. Witold Iwaszkiewicz
- Prof. dr inż. Bolesław Konorski
- Prof. dr hab. inż. Franciszek Kostrubiec
- Prof. dr inż. Maciej Krakowski
- Prof. dr hab. inż. Zygmunt Kuśmierek
- Prof. dr inż. Jan Leszczyński
- Prof. dr hab. inż. Ryszard Pawlak
- Prof. dr hab. inż. Zbigniew Piotrowski
- Prof. dr inż. Zdzisław Pomykalski
- Prof. dr hab. inż. Michał Tadeusiewicz
- Prof. dr inż. Walenty Starczakow
- Dr hab. inż. Grzegorz Ciesielski, prof. PŁ
- Dr hab. inż. Stanisław Hałgas, prof. PŁ
- Dr hab. inż. Ewa Korzeniewska, prof. PŁ
- Dr hab. inż. Krzysztof Pacholski, prof. PŁ
- Doc. dr inż. Franciszek Lachowicz
- Doc. dr inż. Stefan Wojciechowski